# Муниципальное образование «Харазаргайское»
Муниципальное образование «Харазаргайское» — муниципальное образование со статусом сельского поселения в 
Эхирит-Булагатском районе Иркутской области России. Административный центр — поселок Харазаргай.

## Демография
По результатам Всероссийской переписи населения 2010 года
численность населения муниципального образования составила 882 человека, в том числе 410 мужчин и 472 женщины.

## Населенные пункты
В состав муниципального образования входят населенные пункты
- Харазаргай
- Кукунут[2]